# Тареев, Борис Михайлович
Борис Михайлович Тареев (1906—1998) — советский учёный в области электротехнических материалов, лауреат Сталинской премии. Доктор технических наук, профессор.

## Биография
Родился 31 августа 1906 года в Загорске в семье богослова М. М. Тареева. Его старший брат, Владимир — зав. кафедрой теплотехники Московского электромеханического института инженеров транспорта; другой брат, Тареев, Евгений Михайлович — врач-терапевт.
Окончил в 1929 году МВТУ. Работал:
- 1929—1934 — зав. электрофизической лабораторией завода «Динамо».
- 1930—1947 — доцент кафедры электротехнических материалов и кабелей Московского энергетического института (МЭИ)[1]
- 1941—1945 — сначала преподаватель военного училища, затем старший инженер Главэлектроизоляторпрома Наркомата электропромышленности, занимался разработкой заменителей дефицитных электротехнических материалов.

С 1945 по 1948 гг. — докторант лаборатории физики диэлектриков ФИАН; в 1948—1986 гг. — профессор ВЗЭИ и МИРЭА. С 1955 года — научный сотрудник Отдела электротехники и энергетики Всесоюзного института научной и технической информации (ВИНИТИ).
Доктор технических наук (1948, диссертация «Нагревостойкая электрическая изоляция»), профессор (1949).

## Награды
- Сталинская премия — за сочинение «Электротехнические материалы» (1951).
- Заслуженный деятель науки и техники РСФСР (1976).

## Основные работы
- Электротехнические материалы: учеб. пособие. — 6-е изд., перераб. — М.-Л. : Госэнергоиздат, 1958. — 272 с.
- Оксидная изоляция [Текст] / Б. М. Тареев, М. М. Лернер. — Москва ; Ленинград : Энергия, 1964. — 176 с. : ил.; 20 см.
- Основы физики диэлектриков [Текст] : Лекции / Лауреат Сталинской премии д-р техн. наук проф. Б. М. Тареев ; М-во высш. образования СССР. Всесоюз. заоч. энергет. ин-т. Кафедра электротехн. материалов и кабельной техники. — Москва : [б. и.], 1954—1956. — 5 т.; 20 см.
- Богородицкий Н. П., Волокобинский Ю. М., Воробьев А. А., Тареев Б. М. Теория диэлектриков. — М.Л.: Энергия, 1965. — 344 с. — 10 000 экз.
- Физика диэлектрических материалов [Текст]. — Москва : Энергия, 1973. — 328 с. : ил.; 21 см.
- Б. М. Тареев, Н. В. Короткова, В. М. Петров, А. А. Преображенский. Электрорадиоматериалы / Под ред. Б. М. Тареева. — М.: Высшая школа, 1978. — 336 с.
- Физика диэлектрических материалов [Текст] : [учебное пособие для вузов по специальности «Электроизоляц. и кабел. техника»] / Б. М. Тареев. — Перераб. изд. — Москва : Энергоиздат, 1982. — 320 с. : ил.; 21 см.
- Электротехнические материалы [Текст] : Утв. Упр. кадров Министерства электростанций СССР в качестве учеб. пособия для подготовки рабочих кадров и среднетехн. персонала / Б. М. Тареев. — Москва ; Ленинград : Изд. и тип. Госэнергоиздата в М., 1946. — 231 с. : ил.; 20 см.